# Živkovac
Živkovac (izvirno srbsko Живковац) je naselje v Srbiji, ki upravno spada pod Mestno občino Grocka; slednja pa je del Mesta Beograd.

## Demografija
V naselju, katerega izvirno (srbsko-cirilično) ime je Живковац, živi 310 polnoletnih prebivalcev, pri čemer je njihova povprečna starost 41,5 let (41,3 pri moških in 41,6 pri ženskah). Naselje ima 110 gospodinjstev, pri čemer je povprečno število članov na gospodinjstvo 3,45.
To naselje je, glede na rezultate popisa iz leta 2002, večinoma srbsko.
|  |

| Demografija | Demografija     | Demografija     |
| Leto        | Št. prebivalcev | Št. prebivalcev |
| ----------- | --------------- | --------------- |
|             |                 |                 |
|             |                 |                 |
|             |                 |                 |
|             |                 |                 |
| 1948        | 371             |                 |
| 1953        | 381             |                 |
| 1961        | 403             |                 |
| 1971        | 404             |                 |
| 1981        | 420             |                 |
| 1991        | 438             | 428             |
| 2002        | 387             | 380             |
|             |                 |                 |

| Etnična sestava po popisu iz leta 2002 | Etnična sestava po popisu iz leta 2002 | Etnična sestava po popisu iz leta 2002 | Etnična sestava po popisu iz leta 2002 | Etnična sestava po popisu iz leta 2002 |
| -------------------------------------- | -------------------------------------- | -------------------------------------- | -------------------------------------- | -------------------------------------- |
| Srbi                                   | Srbi                                   |                                        | 378                                    | 99,47%                                 |
| Slovaki                                | Slovaki                                |                                        | 1                                      | 0,26%                                  |
| Neznano                                | Neznano                                |                                        | 1                                      | 0,26%                                  |